# ملعب السويس
ملعب السويس هو ملعب متعدد الاستخدامات يقع في مدينة السويس في مصر. وهو يستخدم غالبا في مباريات كرة القدم. وهو الملعب الرسمي لنادي بتروجيت الذي يلعب في الدوري المصري. ويتسع الملعب لحوالى من 25,000 متفرج.
يعد ستاد السويس الجديد أحد معالم مدينة السويس وقد أقيمت عليه بعض مباريات كأس العالم للشباب عام 2009.